# История почты и почтовых марок Казахстана
История почты и почтовых марок Казахстана охватывает четыре основных этапа развития почтовой связи на территории этого государства — дороссийский, российский, советский и независимый (с 1991). С 1992 года Казахстан выпускает собственные почтовые марки и является членом Всемирного почтового союза (ВПС). К качестве официального почтового оператора в стране выступает акционерное общество «Казпочта».

## Развитие почты

### В составе Золотой Орды
Еще до образования Золотой Орды, во времена Чингисхана для обеспечения связи с новыми завоеванными территориями было принято решение о создании почтовой системы. Чингисхан лично приказал построить почтовые станции на главных дорожных артериях страны на расстоянии однодневного пути друг от друга (43-53 км). На каждой из них стояли запасные лошади для государственных ямщиков и государственных послов. Такая почтовая система стала называться “ям”. Во времена правления Угедея - сына Чингисхана, ямская почтовая система превратилась в огромную сеть связи. Она охватывала исконно монгольские территории, завоеванные тюркские государства и русские земли. Со временем эти почтовые станции превратились в прообраз современных мотелей, где курьер при необходимости мог поменять лошадей, поесть, попить и отдохнуть. Если курьер тоже сильно уставал, на некоторых станциях находились запасные курьеры, готовые его заменить. Сначала “подводы” - расходы почтовых станций, возлагались на местное население. Позже из-за большой нагрузки на население Угедей хан возложил обязанность поставлять верховых животных для почтовых курьеров на государство. После распада Монгольской империи и образования отдельного государства Золотая Орда (Улус Джучи) почтовая система стала действовать еще активнее. Курьер-ямщик превратился в важную государственную должность. Работавший в почтовой системе человек имел право останавливаться в любом месте и воспользоваться домом как ему угодно, в том числе провизией и скотом любого человека. Лишь особый тарханный ярлык хана мог освободить человека от этой обязанности. Золотоордынские ханы также освобождали от этой обязанности в своих особых ярлыках, предоставленных русским митрополитам, Русскую православную церковь. Так, например, в ярлыке жены Узбек хана Тайдулы хатун митрополиту Феогносту указывается, что церковь и религиозные деятели освобождаются от подводов. Почтовая система считалась самой влиятельной после армии государственной организацией Золотой Орды. Эта система действовала на протяжении долгого времени на огромной территории Улуса Джучи. После распада Золотой Орды ямская почтовая система и в Татарских Ханствах и в России сохранилась и использовалась для связи между российскими городами.

### В составе Российской империи
До Октябрьской революции на казахстанской земле действовала почтовая служба Российской империи. Первое почтовое отделение на территории современного Казахстана было открыто в 1860 году в городе Верном, затем преобразованное в почтово-телеграфную контору связи. В 1883 году ей подчинялись уже 14 почтовых отделений связи.
Позднее были открыты следующие почтовые отделения:
- в городе Перовске с подчинением Сырдарьинской областной почтовой конторе в городе Ташкенте,
- Нарын-Песковское почтовое отделение Ростовского телеграфного округа на станции Рын-Пески (Ханская ставка),
- Уральская губернская почтово-телеграфная контора,
- Петропавловское почтовое отделение Петропавловского уезда.

На большой территории дореволюционного Казахстана насчитывалось всего 250 почтово-телеграфных предприятий, которые обслуживали только чиновников, жандармерию и местную знать. В аулах, за редким исключением, почты не существовало. Для открытия почтового предприятия местные жители должны были дать обязательство в течение трёх лет самим безвозмездно возить почту, предоставлять помещение, приобретать необходимое имущество, зачастую содержать штат служащих. Для уменьшения затрат на организацию почтовой связи, почтовое ведомство для обслуживания села создавало вспомогательные пункты при конно-почтовых станциях и волостных правлениях, где осуществление почтовых операций возлагалось на волостных старшин и писарей. Общая протяженность таких конно-почтовых трактов составляла около 20 тысяч километров.
После Первой мировой и гражданской войны почтовое хозяйство пришло в полный упадок, в стране было нарушено движение почтовой корреспонденции, почтовые станции лишились практически всех своих лошадей.

### В составе СССР
После гражданской войны существовавшее в Оренбурге при Военно-революционном комитете Киргизского края почтово-телеграфное управление было преобразовано в Киргизский (Казахский) почтово-телеграфный округ и начато восстановление почтовой службы.
В начале 1920-х годов существовавшее в Оренбурге при Кирвоенкомате почтово-телеграфное управление было преобразовано в Киргизский почтово-телеграфный округ, а к концу 1925 года его переименовали в Казахское областное управление связи Народного комиссариата почт и телеграфов СССР. В том же году впервые в истории развития почты была учреждена должность сельского письмоносца, введена кольцевая конная почта для обслуживания отдаленных сёл. В городах конная перевозка почты заменялась автомобильной, стали использоваться ведомственные катера, железнодорожный транспорт. В 1929 году первая почтовая авиалиния в республике связала Алма-Ату с Ташкентом. К началу 1930 года в Казахской ССР насчитывалось 1250 почтово-телеграфных предприятий, протяжённость почтовых трактов достигла 42 тысяч километров.
В 1932 году Народный комиссариат почт и телеграфов был переименован в Народный комиссариат связи при Совнаркоме Казахской ССР. В 1934 году в Алма-Ате был открыт Алматинский главпочтамт. В 1940 году в Казахстане количество предприятий связи возросло до 1987, было механизировано более 20 тысяч километров почтовых трактов. Во время Великой Отечественной войны перед почтой была поставлена трудная и ответственная задача — в любых условиях обеспечивать регулярную надёжную связь в армии, в тылу, между фронтом и тылом. Особые трудности в начале войны возникали и потому, что большое количество квалифицированных связистов было призвано в армию.
В марте 1946 года Уполномоченный Народного комиссариата связи СССР при СНК Казахской ССР был переименован в Уполномоченного Министерства связи СССР при Совете Министров Казахской ССР. В 1950 году в республике уже насчитывалось 2438 почтовых предприятий (из них 2083 — в сельской местности).
25 декабря 1954 года Управление Уполномоченного Министерства связи СССР было преобразовано в Министерство связи Казахской ССР, почтовая и электрическая связь образовывали единую отрасль «Связь» в составе этого министерства. С середины 1960-х годов в Казахстане функционировало более 4000 отделений связи с полным спектром почтовых услуг. В этот период почтовая связь республики работала рентабельно, но прибыль отрасли в основном направлялась на развитие электросвязи. Основная часть доходов обеспечивалась за счёт доставки пенсий и предоставления телеграфно-телефонных услуг.

#### Казахстанская тематика на марках СССР
Сюжеты о республике и казахском народе фигурировали на ряде индивидуальных выпусков и в составе серий марок, посвящённых персоналиям Казахстана и республикам Советского Союза.

Казахстан на почтовых марках СССР
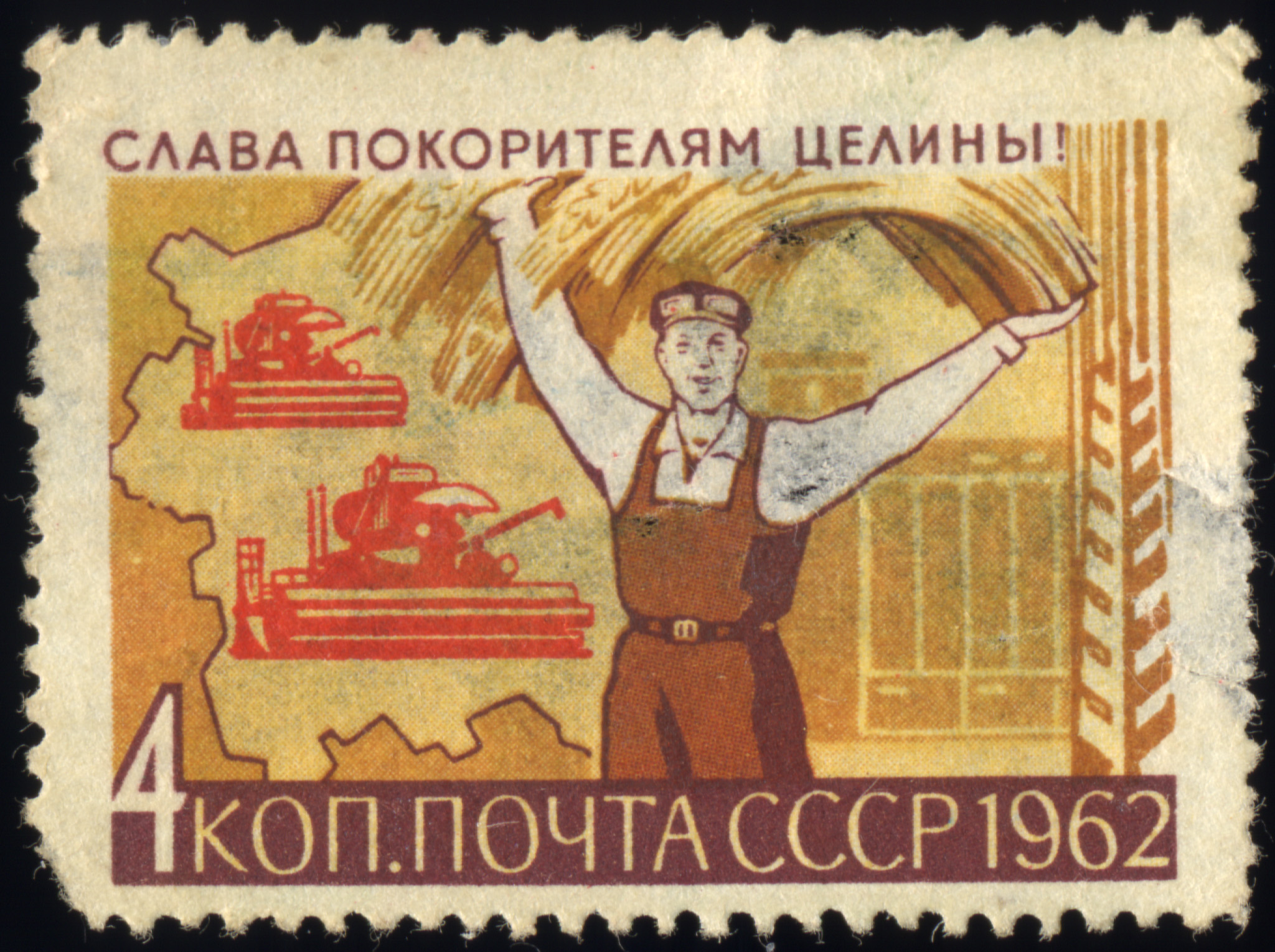
1962: «Слава покорителям целины!». Художник А. Завьялов (ЦФА [АО «Марка»] № 2757)
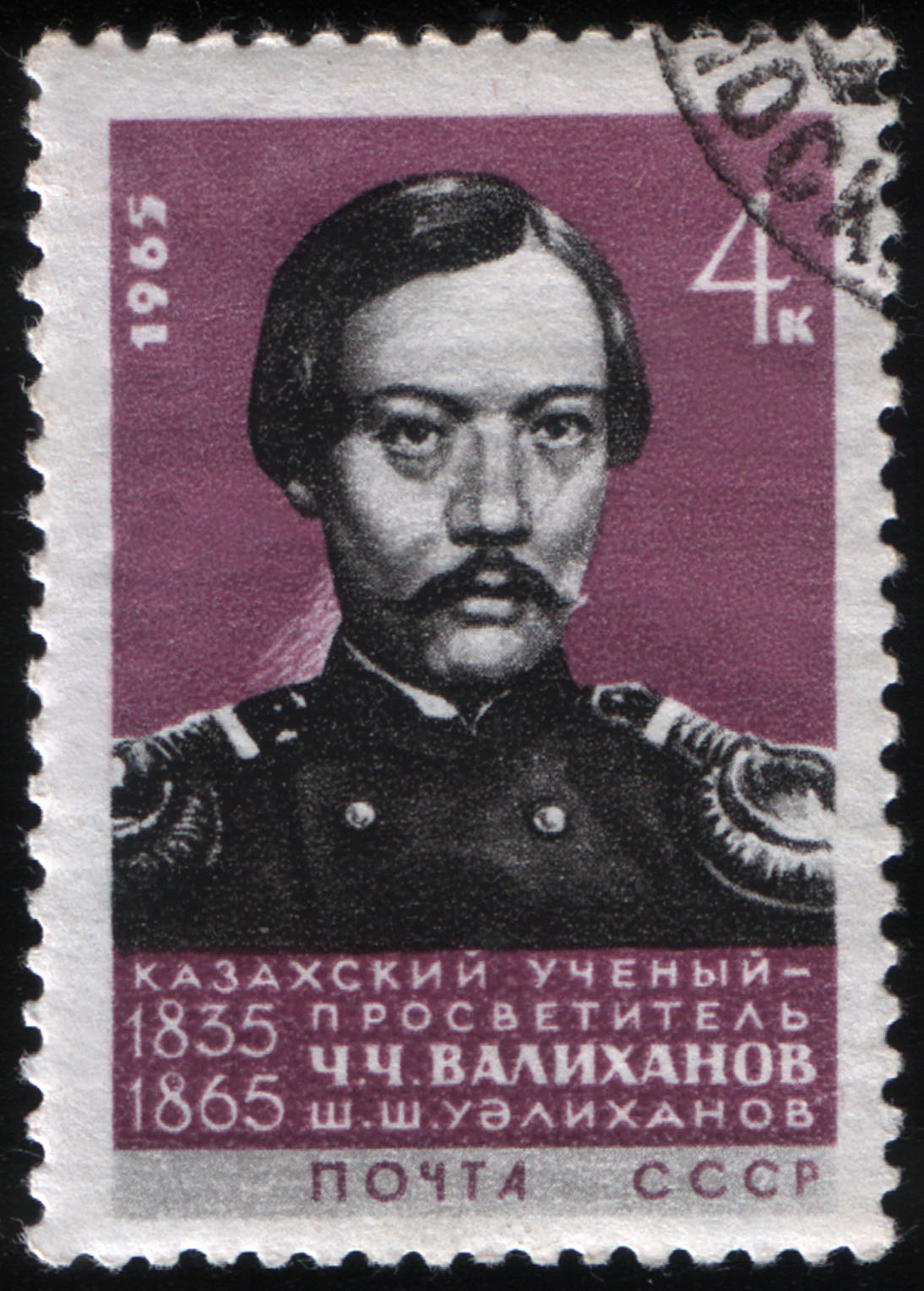
1965: казахский учёный-просветитель Ч. Ч. Валиханов. Художник А. Завьялов (ЦФА [АО «Марка»] № 3154)
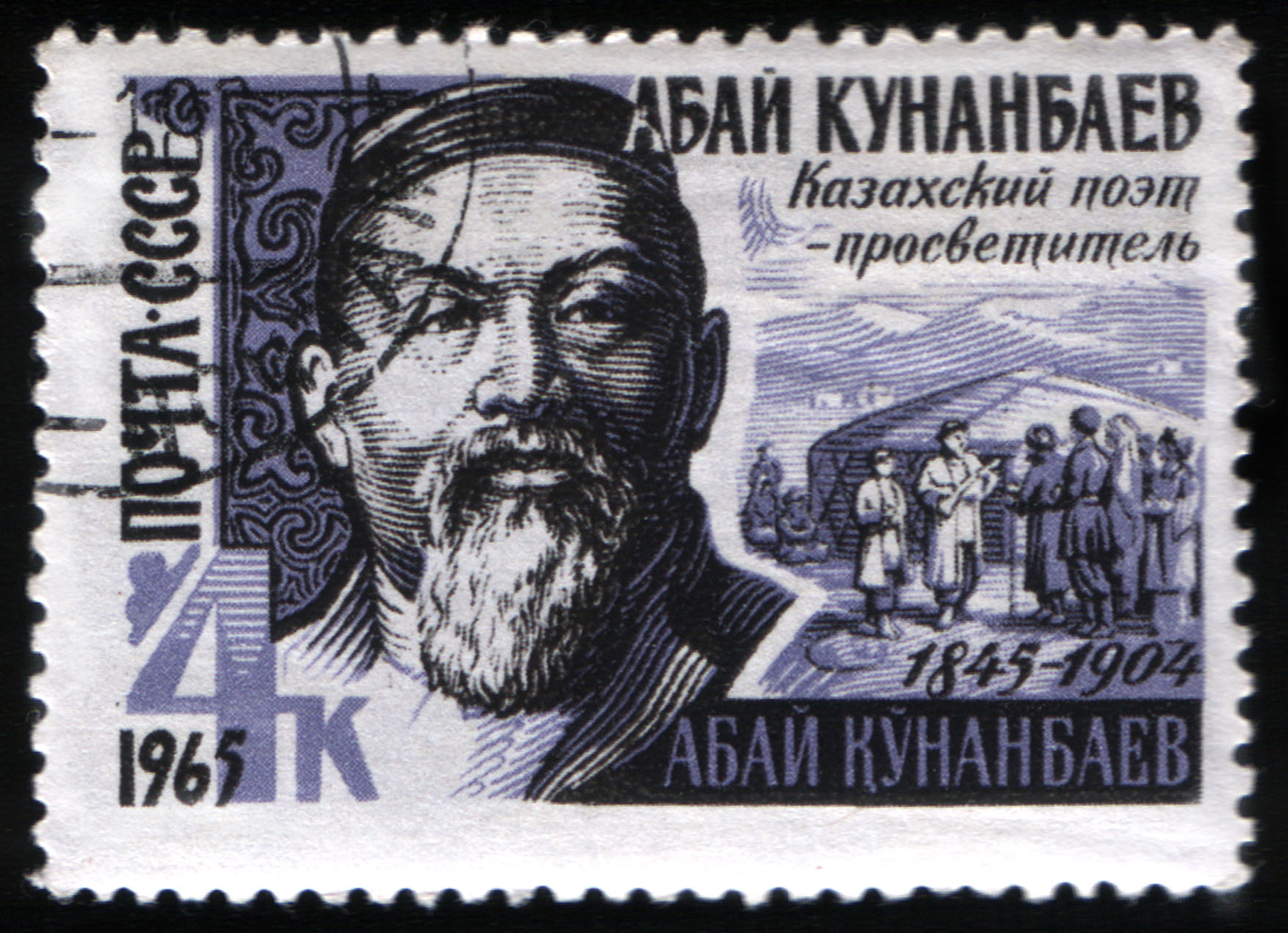
1965: казахский поэт-просветитель Абай Кунанбаев. Художник В. Завьялов (ЦФА [АО «Марка»] № 3220)
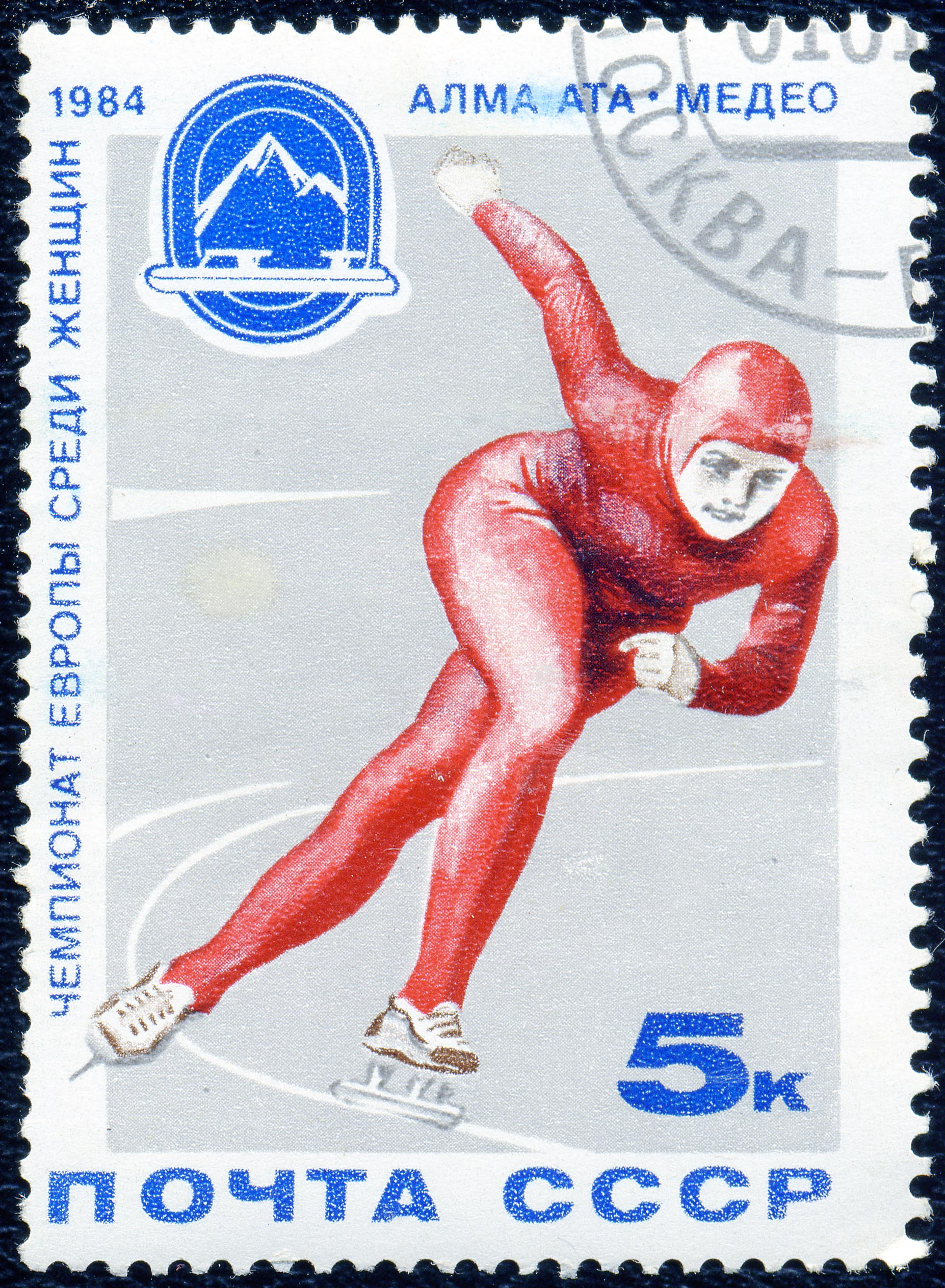
1984: Медео (высокогорный каток под Алма-Атой). Чемпионат Европы среди женщин. Художник И. Филиппов (ЦФА [АО «Марка»] № 5466)
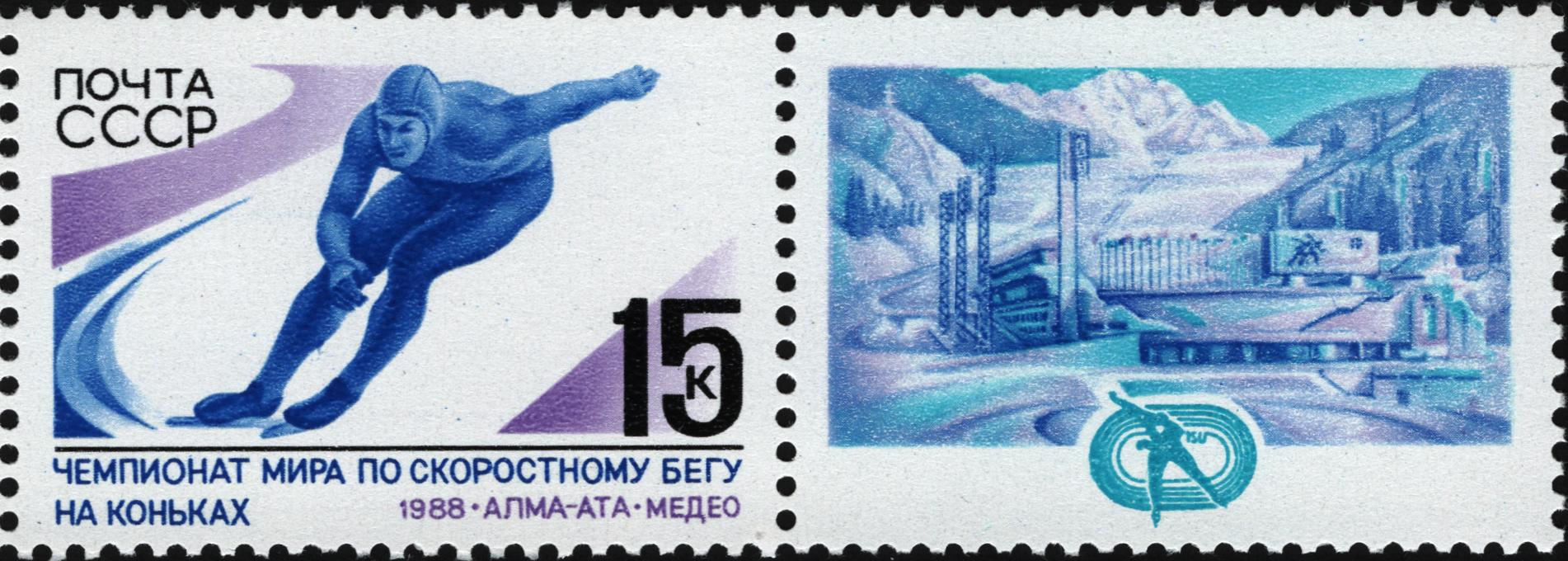
1988: Медео. Чемпионат мира по скоростному бегу на коньках. Художник Ю. Арцименев (ЦФА [АО «Марка»] № 5923)
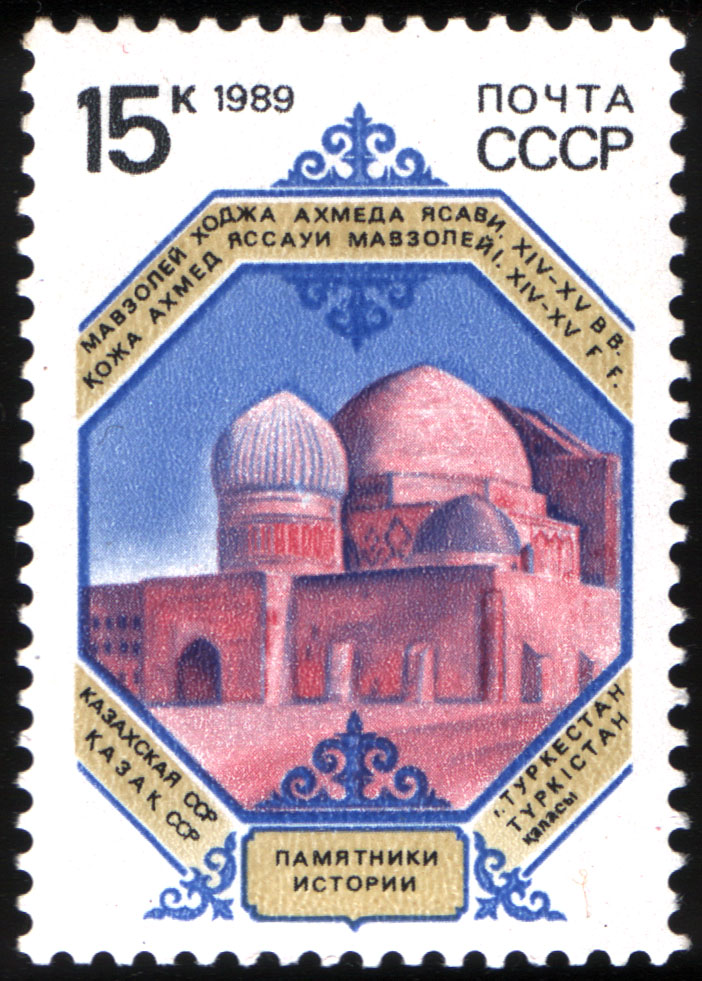
Из серии «Памятники истории» (1989): Туркестан. Мавзолей Ходжи Ахмеда Ясави. Художник Л. Зайцев (ЦФА [АО «Марка»] № 6136)
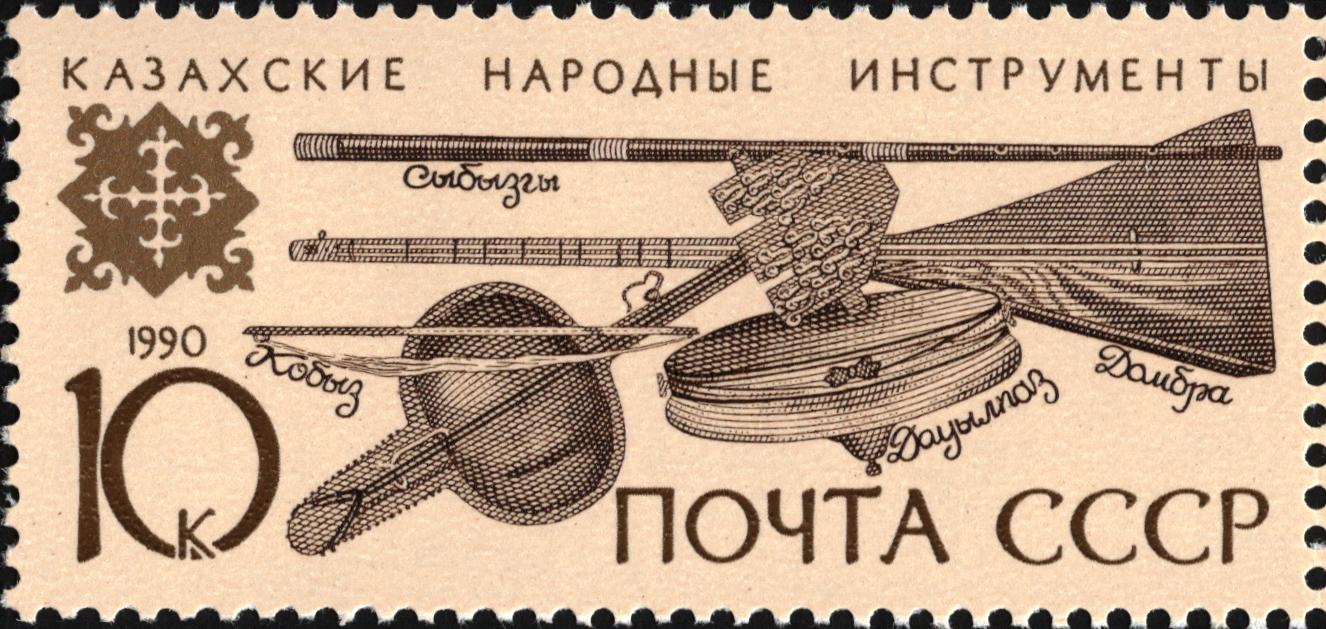
1990: казахские народные инструменты. Художник А. Плетнёв (ЦФА [АО «Марка»] № 6247)
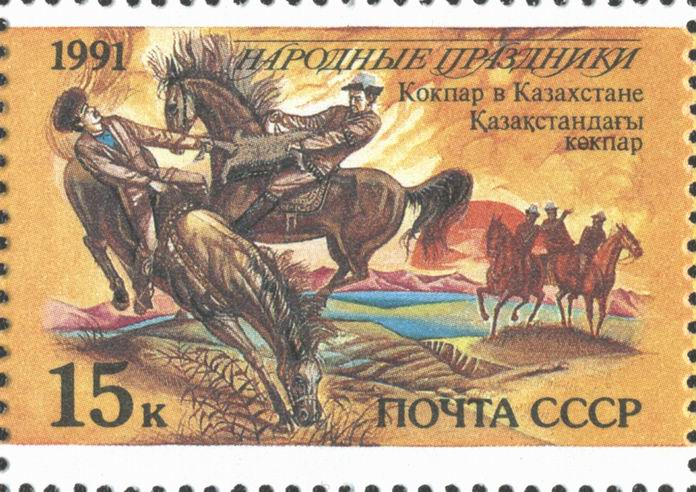
Из серии «Народные праздники» (1991): кокпар в Казахстане. Художник А. Яцкевич (ЦФА [АО «Марка»] № 6356)

### Республика Казахстан

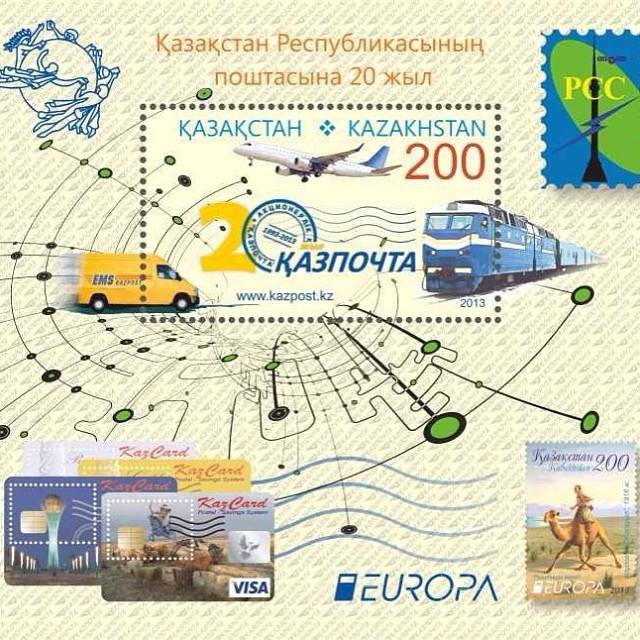
Почтовый блок, посвящённый 20-летию Казпочты.

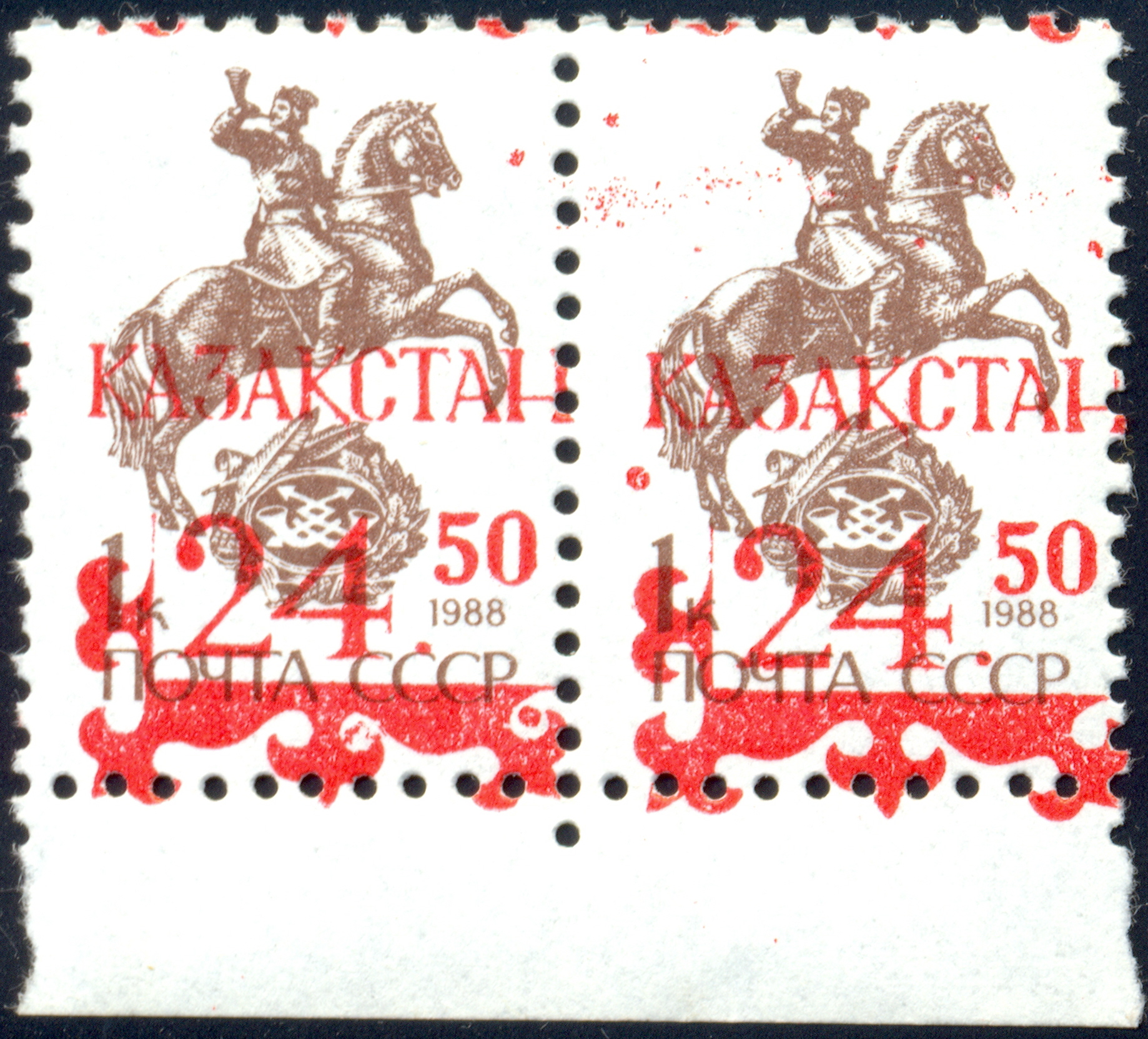
Казахстанская надпечатка на стандартной марке СССР (1992, № 14)

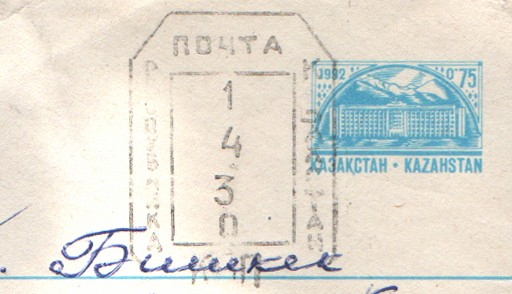
Провизорий Актау Карагандинской области на ХМК Казахстана, 1993. Номинал в рублях.

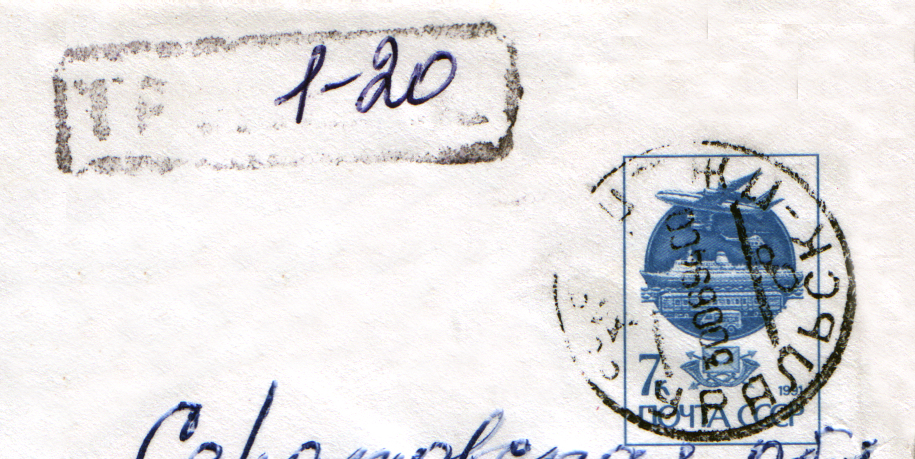
Провизорий Уральска (Казахстан, 1994): новый номинал в 1 тенге 20 тиын вписан в оттиск штемпеля от руки.

Казахстан обрёл независимость в декабре 1991 года, и правительство страны сразу же приступило к организации собственной почтовой администрации.

## Выпуски почтовых марок

### Первые марки
Первая почтовая марка независимого Казахстана с изображением кольчуги воина, обнаруженной в Иссыкском кургане в 1969 году, была выпущена, по сведениям из каталога «Скотт», 23 марта 1992 года. В то же время официальный сайт «Казпочты» приводит более раннюю дату первого выпуска — 20 марта 1992 года.
Известны почтовые марки СССР с надпечатками этого раннего периода. Как указано в каталоге «Скотт», клуб филателистов Алма-Аты пришёл к выводу, что их официальный статус неясен: несмотря на то, что некоторые из них были в почтовом обращении, они, как правило, не были доступны в почтовых отделениях, и их номиналы не отражают фактически действовавшие почтовые тарифы. Основываясь на этой информации, составители каталога «Скотт» полностью исключили данные выпуски из перечня первых казахстанских марок.
Тем не менее официальный сайт «Казпочты» включает в свой онлайн-каталог выпуски с надпечатками на стандартных советских марках:

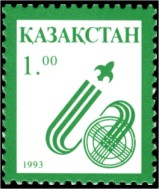
1993: первая стандартная марка Казахстана(Sc #22)

- 1992, 20 марта — № 2—5, 2Б, 3Б;
- 1992, 26 июля — № 6—8, 6А;
- 1992, 11 сентября — № 11—14;

- 1993, 17 февраля — № 21, 22.

### Последующие эмиссии
Первыми полноценными стандартными марками Казахстана стала серия из пяти марок, выпущенная 24 января 1993 года (Sc #22—26). Четыре марки из этой серии имели оригинальный стилизованный рисунок, изображающий, по данным каталога «Скотт», юрту и космический корабль (намёк на находящийся на территории страны космодром Байконур), а на пятой марке высокого номинала (50 рублей) был изображён флаг Казахстана. Каталог «Казпочты» указывает лишь: «На марках символическое изображение космической ракеты на фоне стилизованной эмблемы». Однако, на самом деле, стилизованная эмблема представляет собой изображение шанырака (верхней сводчатой части юрты) и является частью национального герба Казахстана.
15 ноября 1993 года Казахстан совершил переход на новую валюту: тиыны и тенге. Находящиеся в обращении почтовые марки с номиналами в рублях и копейках, продавались в то время, как если бы их номиналы были указаны в новой валюте. Новые марки, выпущенные в первой половине 1994 года, вначале продавались с номиналами, указанными в тиынах, а затем — в тенге. Стандартные марки с изображением эмблемы и космической ракеты выпускались с номиналами в национальной валюте с июля 1994 года.
С тех пор Казахстан придерживался умеренной эмиссионной политики, выпуская в среднем от 30 до 40 почтовых марок в год. На марках часто присутствует космическая тема.

Некоторые почтовые марки независимого Казахстана
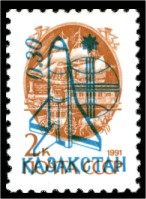
1992: надпечатка на стандартной марке СССР (№ 6[1])
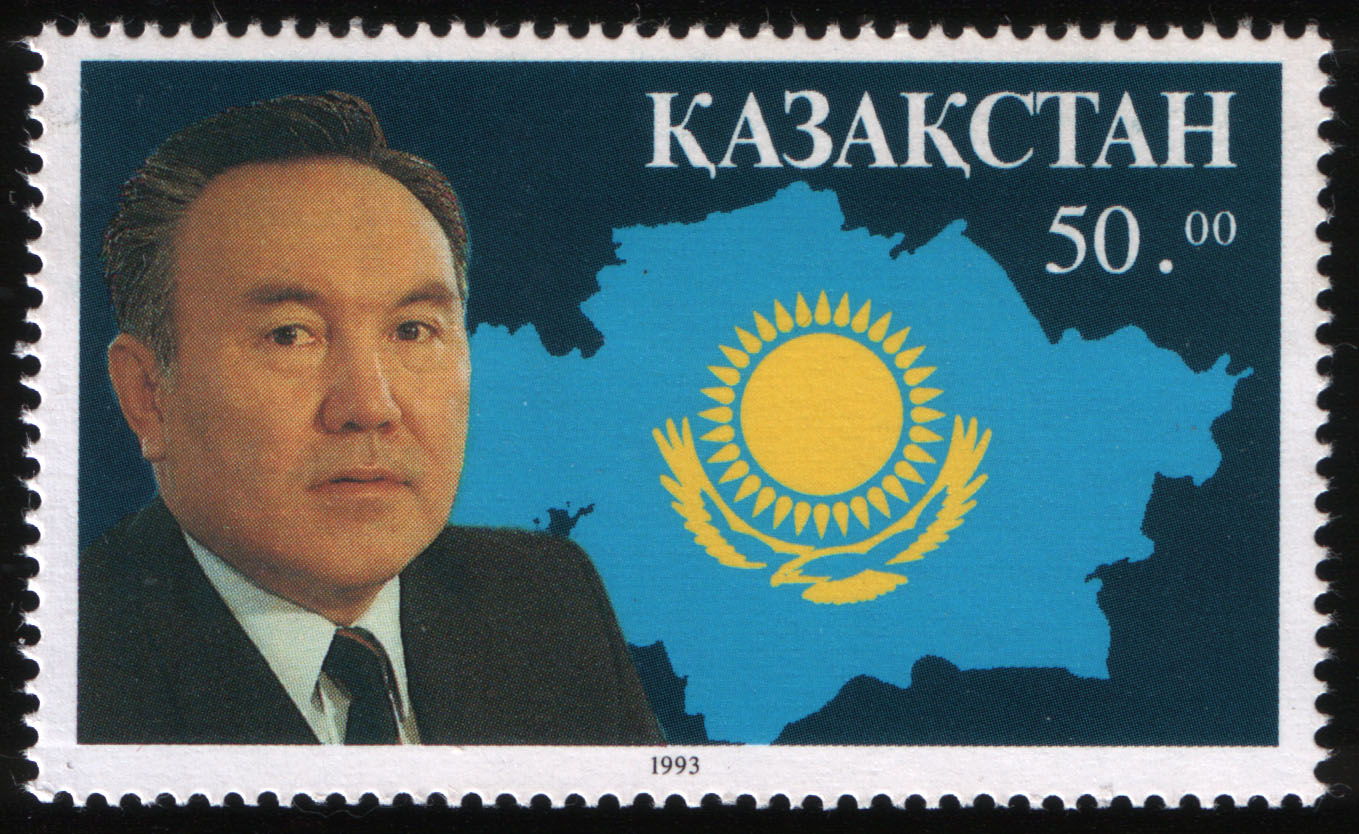
1993: президент Республики Казахстан Нурсултан Назарбаев (Sc #38)
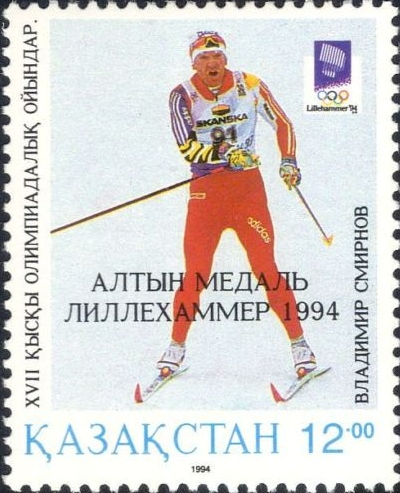
1994: лыжник Владимир Смирнов — олимпийский чемпион (Sc #53)
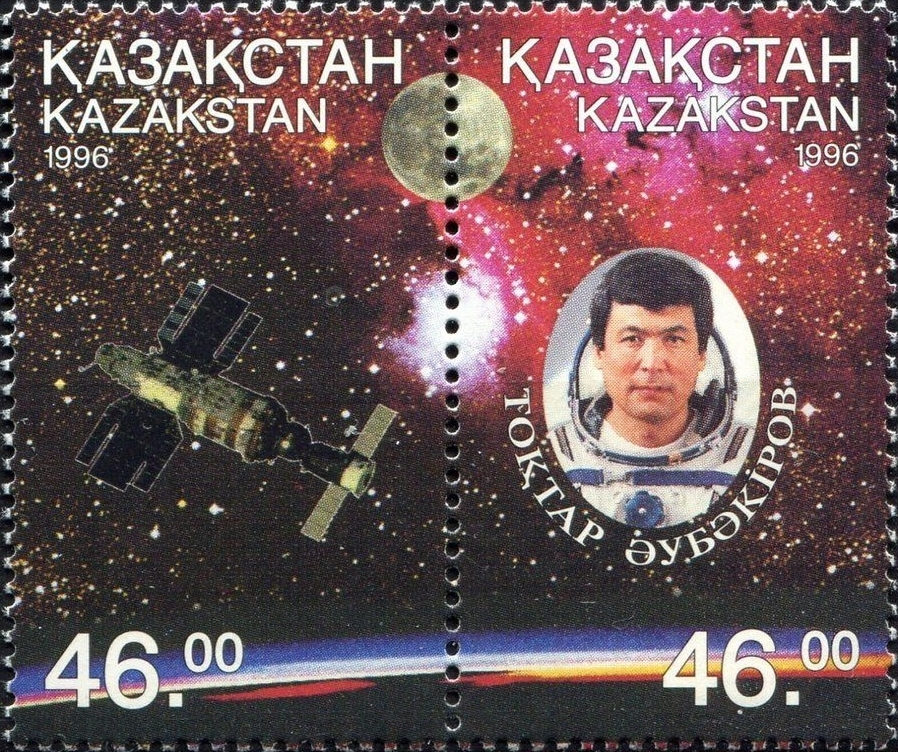
1996: первый космонавт казахской национальности Токтар Аубакиров (Sc #160a)
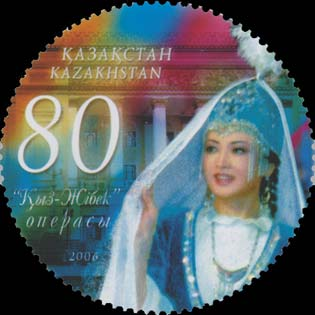
2006: круглая марка «Театральное искусство Казахстана. Опера „Кыз-Жибек“» (№ 585[1])